# Torsten Pröfrock
Torsten Pröfrock est un producteur de musique techno allemand.
Il a de nombreux pseudonymes. Ami du musicien Robert Henke, il a lancé le label allemand DIN,.
En 1995, il lance son premier disque 12 pouces.
Parmi ses créations, la musique "No 8" est constituée de sons considérés comme rares.
Depuis automne 2004, il est membre de Monolake.

## Pseudonymes
- 20.16.12.21.19.16.12.21.19[2]
- Dynamo[2]
- Erosion[2]
- Just For One Day[2]
- Log[2]
- Ps (3)[2]
- Resilent[2]
- T++[2]
- Traktor[2]
- Traktor 9000[2]
- Various Artists (3)[2]